# Ramón Unamuno
Ramón Isaías Unamuno Álvarez (Guayaquil, 4 de febrero de 1908 - Guayaquil, 7 de julio de 1973), más conocido como Manco Unamuno, fue un futbolista y entrenador ecuatoriano. Debido a una lesión infantil pierde la movilidad del brazo derecho; por lo que le apodaron “manco”.  Es considerado como uno de los mejores jugadores de fútbol de Guayaquil en las décadas de 1920 y 1930. Pasó por diversos clubes entre ellos el 10 de Agosto, C.S. Norte América, Sporting Packard, General Córdova, Racing Club, Panamá S.C. Su registro de goles es el más alto del fútbol guayaquileños de los años 20' y 30'. Formó parte de la Selección del Guayas que disputó las primeras Olimpiadas Nacionales y en 5 de las 7 ediciones del Escudo Cambrian de 1925 a 1931. Fue entrenador de diversos equipos en los que destacan la Selección de Ecuador, Barcelona, Emelec, Guayaquil Sporting, Nueve de Octubre entre otros. En su honor renombraron al antiguo estadio Guayaquil con el nombre de Estadio Ramón Unamuno en 1960, posteriormente el estadio fue demolido en 2016.

## Participaciones Internacionales

### Como jugador
| Copa                         | Sede | Resultado    | PJ | G | A |
| ---------------------------- | ---- | ------------ | -- | - | - |
| Campeonato Sudamericano 1939 | Perú | Primera Fase | 1  | 0 | 0 |

### Como director técnico
| Torneo                       | Sede | Resultado     | G | E | P | Efectividad |
| ---------------------------- | ---- | ------------- | - | - | - | ----------- |
| Campeonato Sudamericano 1939 | Perú | Primera Ronda | 0 | 0 | 4 |             |

## Estadísticas

### Clubes
| Club                 | País    | Año       |
| -------------------- | ------- | --------- |
| 10 de Agosto         | Ecuador | 1922-1923 |
| Norte América        | Ecuador | 1924-1925 |
| Sporting Packard     | Ecuador | 1926      |
| Gral. Córdova        | Ecuador | 1927-1930 |
| Racing Club          | Ecuador | 1931      |
| Panamá Sporting Club | Ecuador | 1932-1933 |
| Deportivo Italia     | Ecuador | 1934-1937 |
| Panamá Sporting Club | Ecuador | 1937-1940 |

## Palmarés y distinciones

### Campeonatos provinciales
| Título          | Equipo             | Sede      | Año  |
| --------------- | ------------------ | --------- | ---- |
| Escudo Cambrian | Guayaquil - Guayas | Guayaquil | 1925 |
| Escudo Cambrian | Guayaquil - Guayas | Guayaquil | 1928 |
| Escudo Cambrian | Guayaquil - Guayas | Guayaquil | 1929 |
| Escudo Cambrian | Guayaquil - Guayas | Guayaquil | 1930 |
| Escudo Cambrian | Guayaquil - Guayas | Guayaquil | 1931 |

### Campeonatos locales
| Título                          | Equipo                   | Sede    | Año  |
| ------------------------------- | ------------------------ | ------- | ---- |
| Campeonatos Amateurs del Guayas | Sporting Packard         | Ecuador | 1926 |
| Campeonatos Amateurs del Guayas | Gral. Córdova            | Ecuador | 1927 |
| Campeonatos Amateurs del Guayas | Gral. Córdova            | Ecuador | 1928 |
| Campeonatos Amateurs del Guayas | Gral. Córdova            | Ecuador | 1929 |
| Campeonatos Amateurs del Guayas | Gral. Córdova            | Ecuador | 1930 |
| Campeonatos Amateurs del Guayas | Racing Club de Guayaquil | Ecuador | 1931 |
| Campeonatos Amateurs del Guayas | Panamá                   | Ecuador | 1938 |
| Campeonatos Amateurs del Guayas | Panamá                   | Ecuador | 1939 |